# Стальное (Джанкойский район)
Стально́е (до 1945 года Бары́н; укр. Стальне, крымскотат. Barın, Барын) — село в Джанкойском районе Республики Крым, центр Стальненского сельского поселения (согласно административно-территориальному делению Украины — Стальненского сельского совета Автономной Республики Крым).

## Население
| 2001 | 2014  |
| ---- | ----- |
| 1306 | ↘1125 |

Всеукраинская перепись 2001 года показала следующее распределение по носителям языка
| Язык             | Процент |
| ---------------- | ------- |
| русский          | 61.64   |
| украинский       | 21.36   |
| крымскотатарский | 16.31   |

### Динамика численности
| - 1897 год — 495 чел. - 1900 год — 229 чел. - 1905 год — 365 чел. - 1911 год — 285 чел. - 1915 год — 60/73 чел. - 1919 год — 113 чел. - 1926 год — 265 чел. | - 1939 год — 92 чел. - 1974 год — 1561 чел. - 1989 год — 1393 чел. - 2001 год — 1306 чел. - 2009 год — 1268 чел. - 2014 год — 1125 чел. |

## Современное состояние
На 2017 год в Стальном числится 25 улиц и Усадьба Тыкалюк; на 2009 год, по данным сельсовета, село занимало площадь 247,5 гектара на которой, в 410 дворах, проживало 1268 человек. В селе действуют средняя общеобразовательная школа детский сад «Солнышко», дом культуры, библиотека, амбулатория общей практики семейной медицины, отделение Почты России, церковь Иоанна Богослова с 1997 года, с 1993 года — мусульманская община «Сеит-Болат». В 1973 году в селе установлен памятник в честь воинов-односельчан, сражавшихся на фронтах и павших в годы Великой Отечественной войны. Мемориал представляет собой композицию из двухфигурной скульптуры и горизонтальной стелы с мемориальной надписью: «Памятный знак воздвигнут в 1973 году в честь воинов-односельчан села Барын (Стальное), сражавшихся на фронтах Великой Отечественной войны». Постановлением Совета министров Республики Крым № 627 от 20 декабря 2016 года памятник отнесён к категории объектов культурно-исторического наследия России регионального значения.

## География
Стальное — село в центральной части района, в степном Крыму, на правом берегу реки Стальная, недалеко от её впадения в осыхающий залив Сиваша, высота центра села над уровнем моря — 10 м. Годовая сумма осадков — 418 мм, среднегодовая температура воздуха +10,4° С.
Ближайшие сёла: Озерки — на противоположном берегу реки, Смежное в 1,5 километрах на север, Многоводное в 0,8 километра на северо-восток, Родное — в 3,7 км на восток и Новопавловка — в 3 км на юго-восток. Расстояние до райцентра — около 16 километров (по шоссе), там же ближайшая железнодорожная станция. Транспортное сообщение осуществляется по региональным автодорогам 35Н-176 от шоссе 35А-001 «граница с Украиной — Джанкой — Феодосия — Керчь» до Многоводного и 35Н-180 Победное — Славянское (по украинской классификации — С-0-10452 и С-0-10456).

## История
Немецкое лютеранское село на арендованных в Байгончекской волости 5500 десятинах земли было основано в 1882 году.
В «Памятной книге Таврической губернии 1889 года» по результатам Х ревизии 1887 года уже записан Барын немецкий, с 44 дворами и 208 жителями. После земской реформы 1890 года Барын немецкий отнесли к Ак-Шеихской волости, но в «…Памятной книжке Таврической губернии на 1892 год» Барын не отмечен. По Всероссийской переписи 1897 года в деревне Барин числилось 495 человек, из них 273 немца, 98 православных и 96 крымских татар (видимо, в двух деревнях), а по «…Памятной книжке Таврической губернии на 1900 год» в деревне Барин всего числилось 229 жителей в 45 дворах (видимо, без Барына татарского). В 1905 году население Барына немецкого составило 365 человек, в 1911—285.
По Статистическому справочнику Таврической губернии. Ч.II-я. Статистический очерк, выпуск пятый Перекопский уезд, 1915 год, в деревне Барын (немецкий) Ак-Шеихской волости Перекопского уезда числилось 8 дворов (все дворы с землёй) с немецким населением в количестве 60 человек приписных жителей и 73 — «посторонних», из которых 73 мужчины и 60 женщин. Жители владели 4344 десятинами удобной земли. В хозяйствах имелось 120 лошадей, 60 волов, 28 коров и 42 головы мелкого скота. К 1919 году жителей осталось 113.
После установления в Крыму Советской власти, по постановлению Крымревкома от 8 января 1921 года № 206 «Об изменении административных границ» была упразднена волостная система и в составе Джанкойского уезда (преобразованного из Перекопского) был создан Джанкойский район. В 1922 году уезды преобразовали в округа. 11 октября 1923 года, согласно постановлению ВЦИК, в административное деление Крымской АССР были внесены изменения, в результате которых округа были ликвидированы, основной административной единицей стал Джанкойский район и село включили в его состав. Согласно Списку населённых пунктов Крымской АССР по Всесоюзной переписи 17 декабря 1926 года, в селе Барын (немецкий), центре Барынского (немецкого) сельсовета Джанкойского района, числилось 55 дворов, из них 48 крестьянских, население составляло 265 человек, из них 234 немца, 21 русский, 2 украинца, 3 записаны в графе «прочие», действовала немецкая школа. В 1930 годах в селе образован колхоз «7 ноября». После образования в 1935 году Колайского района (переименованного указом ВС РСФСР № 621/6 от 14 декабря 1944 года в Азовский) село, вместе с сельсоветом, включили в его состав. По данным всесоюзной переписи населения 1939 года в селе проживало 92 человека.
Вскоре после начала Великой Отечественной войны, 18 августа 1941 года крымские немцы были выселены, сначала в Ставропольский край, а затем в Сибирь и северный Казахстан. После освобождения Крыма от фашистов в апреле, 12 августа 1944 года было принято постановление № ГОКО-6372с «О переселении колхозников в районы Крыма» и в сентябре 1944 года в район приехали первые новоселы (162 семьи) из Житомирской области, а в начале 1950-х годов последовала вторая волна переселенцев из различных областей Украины. Указом Президиума Верховного Совета РСФСР от 21 августа 1945 года Барынь был переименован в Стальное и Барыньский сельсовет — в Стальновский. С 25 июня 1946 года Стальное в составе Крымской области РСФСР, а 26 апреля 1954 года Крымская область была передана из состава РСФСР в состав УССР. В 1958 году колхоз «7 ноября» переименован в имени Ленина. Время упразднения сельсовета пока не установлено: на 15 июня 1960 года село уже в составе Просторненского. Указом Президиума Верховного Совета УССР «Об укрупнении сельских районов Крымской области», от 30 декабря 1962 года Азовский район был упразднён и село присоединили к Джанкойскому. 8 февраля 1973 года был восстановлен Стальненский сельсовет. На 1974 год в Стальном числился 1561 житель. В 1993 году колхоз был преобразован в ПКХ имени Ленина, а в апреле 2000 года в СООО "Агрофирма «Солнечная Нива». По данным переписи 1989 года в селе проживало 1393 человек. С 12 февраля 1991 года село в восстановленной Крымской АССР, 26 февраля 1992 года переименованной в Автономную Республику Крым. С 21 марта 2014 года в составе Крыма аннексировано Россией.